# Сера Марина (Матера)
Сера Марина (итал. Serra Marina) је насеље у Италији у округу Матера, региону Базиликата.
Према процени из 2011. у насељу је живело 22 становника. Насеље се налази на надморској висини од 21 м.